# Episodi di Benvenuti al Wayne (prima stagione)
La prima stagione della serie televisiva Benvenuti al Wayne, composta da 20 episodi, è stata trasmessa negli Stati Uniti, da Nickelodeon e Nicktoons, dal 24 luglio 2017 al 26 ottobre 2018 e in Russia e Germania, da Nickelodeon e Nick, dal 24 luglio 2017 al 5 gennaio 2018
In Italia la stagione viene trasmessa dal 6 dicembre 2017 su Nickelodeon.
| nº | Titolo originale                            | Titolo italiano                | Prima TV originale | Prima TV Italia  |
| -- | ------------------------------------------- | ------------------------------ | ------------------ | ---------------- |
| 1  | Rise and Shine Sleepyhead                   | Ognuno ha il proprio limite    | 24 luglio 2017     | 6 dicembre 2017  |
| 2  | Like a Happy, Happy Bird                    | Come un uccello molto felice   | 25 luglio 2017     | 6 dicembre 2017  |
| 3  | Mail Those Cards, Boys!                     | Spedite quelle cartoline!      | 26 luglio 2017     | 13 dicembre 2017 |
| 4  | Today Was Wassome                           | Oggi è stato wastastico        | 27 luglio 2017     | 13 dicembre 2017 |
| 5  | Some Kind of Tap-Dancing, Beekeeping Whaler | Caccia al vampiro              | 28 luglio 2017     | 15 dicembre 2017 |
| 6  | Like No Other Market on Earth               | Il miglior negozio sulla Terra | 18 settembre 2017  |                  |
| 7  | Beeping the Binklemobile                    | Il Geecon                      | 19 settembre 2017  |                  |
| 8  | Spacefish                                   | Pesce lunare                   | 20 settembre 2017  |                  |
| 9  | A Pair of Normas                            | Neanche un grazie?             | 21 settembre 2017  |                  |
| 10 | It's the Mid-Season Finale                  | Il fulmine arcobaleno          | 22 dicembre 2017   |                  |
| 11 | Hit It, Toofus!                             | Cena in famiglia               | 25 dicembre 2017   |                  |
| 12 | Wall-to-Wall Ping-Pong Ball                 | Il salto ping pong             | 26 dicembre 2017   |                  |
| 13 | Swap Shop Hop & Bop                         | Uno strano oggetto             | 27 dicembre 2017   |                  |
| 14 | 8:08:08                                     | 08:08:08                       | 28 dicembre 2017   |                  |
| 15 | Flutch                                      | Un amico prevedibile           | 29 dicembre 2017   |                  |
| 16 | What's For Linner?                          | Casa Wayne                     | 1º gennaio 2018    |                  |
| 17 | Leave the Funny, Find the Bunny             | Caccia al coniglio             | 2 gennaio 2018     |                  |
| 18 | Gimble in the Wabe                          | Il tredicesimo piano           | 3 gennaio 2018     |                  |
| 19 | Keep an Eye on the Nose                     | Occhio al naso                 | 4 gennaio 2018     |                  |
| 20 | So This Is Glamsterdam                      | Così questa è Glamsterdam      | 5 gennaio 2018     |                  |

## Ognuno ha il proprio limite
- Titolo originale: Rise and Shine Sleepyhead
- Diretto da: Tahir Rana
- Scritto da: Billy Lopez

### Trama
Ansi, una nuova residente del Wayne, deve lavorare con i fratelli Olly e Saraline per fermare una minaccia che si sta scatenando nelle loro case.

## Come un uccello molto felice
- Titolo originale: Like a Happy, Happy Bird
- Diretto da: Tahir Rana
- Scritto da: James Best e Billy Lopez

### Trama
Con Ansi a bordo, Team Timbers segue una misteriosa figura nella biblioteca segreta del Wayne; Ansi cerca di proteggere il suo nuovo amico e Julia, di cui nel frattempo si è innamorato, da un terrificante mostro.